# Four Courts
O Four Courts (em irlandês:  Na Ceithre Cúirteanna) é um importante prédio que fica na cidade de Dublin, na Irlanda. No edifício estão localizados a Suprema Corte, o Alto Tribunal e o Tribunal de Círculo de Dublin. Até 2010, o prédio também tinha uma corte criminal.
Completado em 1802, o prédio se tornou o centro jurídico do país e um dos símbolos do sistema governamental. Em 1916, a Four Courts foi ocupada por revolucionários durante a Revolta da Páscoa. Seis anos depois, em 1922, foi novamente ocupado, desta vez por homens do Exército Republicano Irlandês (IRA) durante a Guerra Civil Irlandesa. Na subsequente batalha na capital, o prédio foi virtualmente destruído. Ele só foi reaberto em 1932.